# دائرة المالية (أبو ظبي)
دائرة المالية هي دائرة حكومية محلية لإمارة أبوظبي لديها دور تقديم الخدمات المالية وتفعيل دور قطاع الخاص في الإمارة. أيضا تتضمن الدائرة إدارة الجمارك وإدارة المشتريات ودائرة الخدمات والمباني التجارية للإمارة.      
الإدارات التابعة لدائرة المالية موزعة كما يلي:
- الإدارة العامة للموازنة
- إدارة تقنية المعلومات
- الإدارة العامة للحسابات الحكومية
- إدارة الخدمات المساندة
- اللجان التخصصية